# Bruce MacGregor
Bruce MacGregor (gaèlic escocès: Brùs MacGriogair, Inverness, 1974) és un músic escocès. És membre del grùp Blazin' Fiddles i presenta el programa Travelling Folk en la BBC Radio Scotland cada dijous.